# 间苯二胺
间苯二胺（m-Phenylenediamine）是一种有机化合物，分子式C6H4(NH2)2，为苯被两个氨基所取代的化合物，与邻苯二胺与对苯二胺互为同分异构体。它是一种无色固体，但在空气中会因氧化而变成红色或紫色。

## 制备
间苯二胺可由1,3-二硝基苯还原制备。至于间位的二硝基苯是苯直接硝化所得二硝基化合物中的优势产物。

## 应用
间苯二胺用于制备多种聚合物，例如芳族聚酰胺纤维，环氧树脂，漆包线涂层和聚脲弹性体。还用于染料，尤其是偶氮染料的合成。